# チザルピーノETR610電車
ETR610電車（Elettro Treno Rapido 610)は、かつてチザルピーノ社が保有し、その後、同社による列車運行の停止により、スイス国鉄およびイタリア国鉄（トレニタリア）の所有になった、ペンドリーノの第四世代にあたる車体傾斜式車両である。本稿ではその後スイス国鉄が追加導入したRABe503形についても記述する。

## 概要
1993年から2009年までの間に主にスイス、イタリアを結ぶ国際列車を運行していた鉄道会社であるチザルピーノでは、1996年からETR470形ペンドリーノを使用して「チザルピーノ」を運行して、アルプス越えでカーブの多い在来線でのスピードアップを図っていたほか、2005年12月以降は、シンプロントンネルまたはゴッタルドトンネルを越える全てのスイス - イタリア間の国際昼行列車（CIS（チザルピーノ）およびEC（ユーロシティ）が、チザルピーノ社によって運営されていた。そのような状況の中、同社では、2007年に予定されていたレッチュベルクベーストンネルの開業に合せて、同トンネル内の250km/h運転への対応や、輸送力の増強を図るために車体傾斜式の電車を増備することとして、2004年にフランスのアルストム・トランスポールに7両14編成（オプション16編成）を4.5億スイス・フランで発注した機体が本項で述べるETR610である。
アルストムは長らく車体傾斜式車両「ペンドリーノ」を開発・製造してきたイタリアのフィアット・グループのフィアット・フェッロヴィアーリアを2000年に統合し、2002年より"Nuovo Pendolino"と呼ばれる第四世代のペンドリーノを開発しており、2006年にはイタリア国内向けのETR600を製造し、2008年から運行を開始している。チザールピーノが導入したETR610は、このETR600をベースにスイスおよびドイツ乗入用として所要の変更を行ったもので、その主な内容は、スイスおよびドイツにおけるAC15kV 16.7Hzの架線電圧およびその設置位置への対応、レッチュベルクベーストンネルおよびゴッタルドベーストンネルといった長大トンネルに対応するための出力増強および補助電源装置の冗長性の向上と火災報知器の設置、両国の信号システムへの対応、食堂車の設定や車内液晶表示器の設置、座席配置の変更など接客サービス設備の一部変更、外観塗装の変更などとなっている。
ETR610は予定では2007年12月のダイヤ改正より運行に入る予定であったが、製造スケジュールの遅延により、最初の編成のロールアウトが2007年となり、その後試運転を開始して2008年12月には運行を開始する予定がさらに遅延し、2009年7月から限定的に運行に入り、同年12月のダイヤ改正からシンプロンルートで本格的に運行に入っている。しかしながら、チザルピーノ社による列車運行は、慢性的な遅延の発生を始めとする数々の問題により同改正で終了となったほか、ETR610自体も軸重の重さに起因する軌道への横圧の大きさの問題により、ゴッタルドルートでの運行ができない状況であった。チザルピーノによる運行終了後、本形式もはスイス国鉄とイタリア国鉄に7編成（オプションは8編成）ずつ分配されてユーロシティとして引続きスイス - イタリア間の国際列車として運行され、2010年12月のダイヤ改正から曲線通過速度を制限した上でゴッタルドルートでの運行を開始し、その後2011年5月には地上側の改良などにより、一部速度制限は残るもののETR470やRABDe500形（ICN）と同じ曲線通過速度である速度区分「N」での運行を開始している。なお、製造および納入遅延により2009年12月の運行開始時点では予定の14編成中8編成のみが使用されて、残りの機体はその後2011年にかけて順次納入されている。なお、アルストムによる保証期間中は全機チザルピーノの保有のまま両鉄道にリースされており、その後譲渡されているほか、遅延のペナルティとして、一部の編成分についてはアルストムから無償での提供となっている。
その後2010年代になっても、ゴッタルドルートの国際列車の運行はETR470を主体に運行されていたが、チザルピーノ社撤退の一因となった同形式の故障等による運行支障の多さや乗客の乗物酔いの問題は解消されず、2011年5月にイタリア国鉄保有のETR470第7編成がスイス国内で走行中に火災事故を起こしたことを契機に、スイス国鉄ではETR470を早期に運用から外すことを決定し、2012年8月にこれを代替するためのETR610二次車をアルストムに8編成2.5億スイス・フランで発注している。この契約はチザルピーノから譲受した8編成のオプション契約を行使したものであるが、形式名がスイス国鉄方式のRABe503形に変更されているほか、ゴッタルドベーストンネルでの運行への本格的な対応、バリアフリー対応強化のための座席配置変更、設備機器類のバージョンアップがなされている。このRABe503形は2014年12月に運行に入り、ETR470を代替しているほか、2015年1月には輸送力増強とゴッタルドベーストンネル開業対応用に三次車としてRABe503形4編成が1.2億スイス・フランで発注されている。
形式・編成番号と所属（CIS:チザルピーノ、SBB:スイス国鉄、FS:イタリア国鉄）、2007年から採用されたUIC規格によるヨーロッパ標準動力車番号体系であるEVNの編成番号、機体名は以下のとおりとなっている。
- 一次車
  - 610 001 - CIS/FS - 93 83 5 610 101-5 I-TI
  - 610 002 - CIS/FS - 93 83 5 610 102-3 I-TI
  - 610 003 - CIS/FS - 93 83 5 610 103-1 I-TI
  - 610 004 - CIS/FS - 93 83 5 610 104-9 I-TI
  - 610 005 - CIS/SBB - 93 85 5 610 005-6 CH-SBB
  - 610 006 - CIS/SBB - 93 85 5 610 006-4 CH-SBB
  - 610 007 - CIS/SBB - 93 85 5 610 007-2 CH-SBB
  - 610 008 - CIS/FS - 93 83 5 610 108-0 I-TI
  - 610 009 - CIS/SBB - 93 85 5 610 009-8 CH-SBB
  - 610 010 - CIS/SBB - 93 85 5 610 010-6 CH-SBB
  - 610 011 - CIS/FS - 93 83 5 610 111-4 I-TI
  - 610 012 - CIS/FS - 93 83 5 610 112-2 I-TI
  - 610 013 - CIS/SBB - 93 85 5 610 013-0 CH-SBB
  - 610.014 - CIS/SBB - 93 85 5 610 014-8 CH-SBB
- 二次車
  - RABe 503 011 - SBB - 93 85 0 503 011-5 CH-SBB
  - RABe 503 012 - SBB - 93 85 0 503 012-3 CH-SBB - Ticino
  - RABe 503 013 - SBB - 93 85 0 503 013-1 CH-SBB
  - RABe 503 014 - SBB - 93 85 0 503 014-9 CH-SBB
  - RABe 503 015 - SBB - 93 85 0 503 015-6 CH-SBB
  - RABe 503 016 - SBB - 93 85 0 503 016-4 CH-SBB
  - RABe 503 017 - SBB - 93 85 0 503 017-2 CH-SBB
  - RABe 503 018 - SBB - 93 85 0 503 018-0 CH-SBB

## 仕様

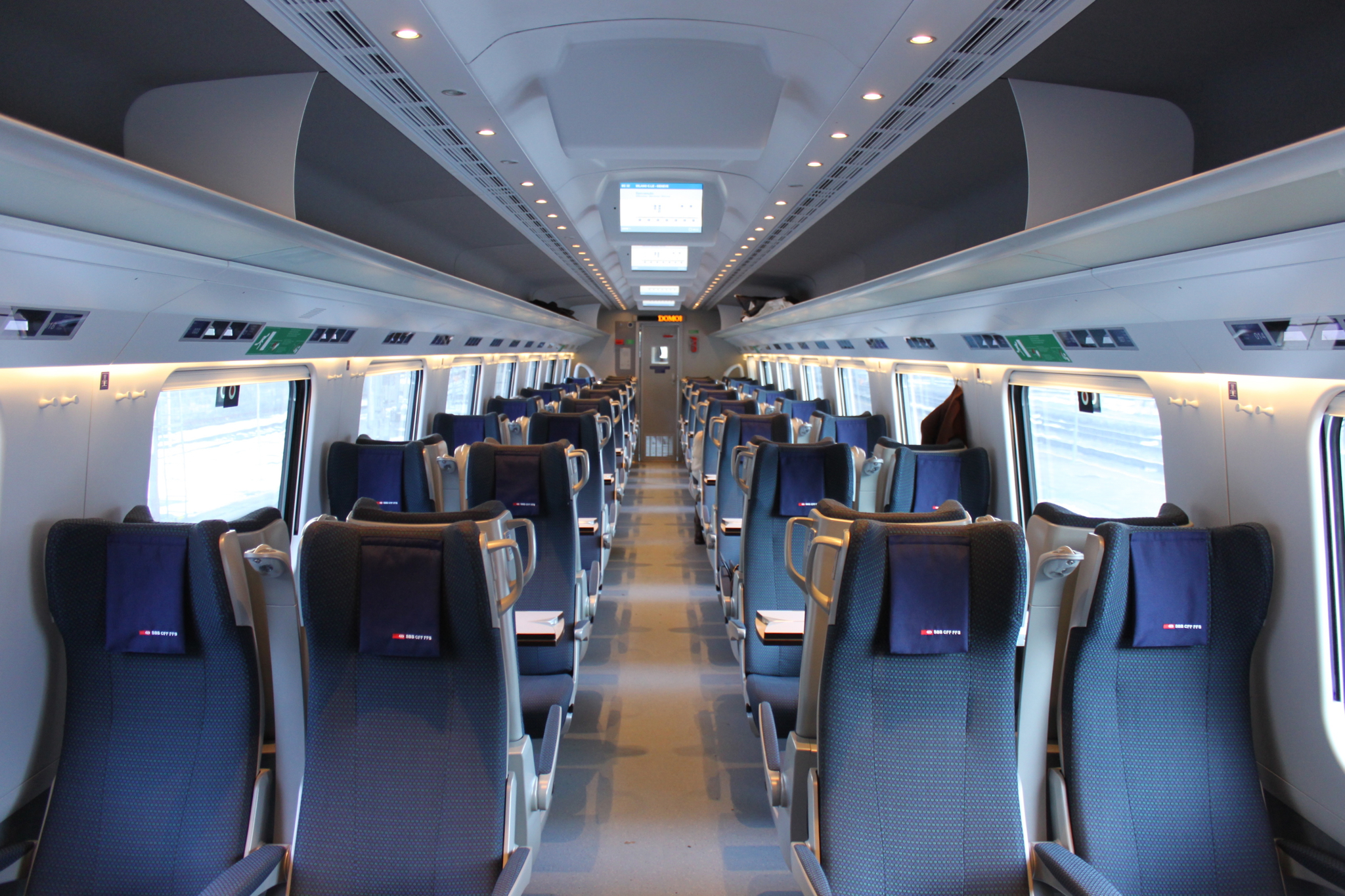
ETR610（一次車）の2等室内

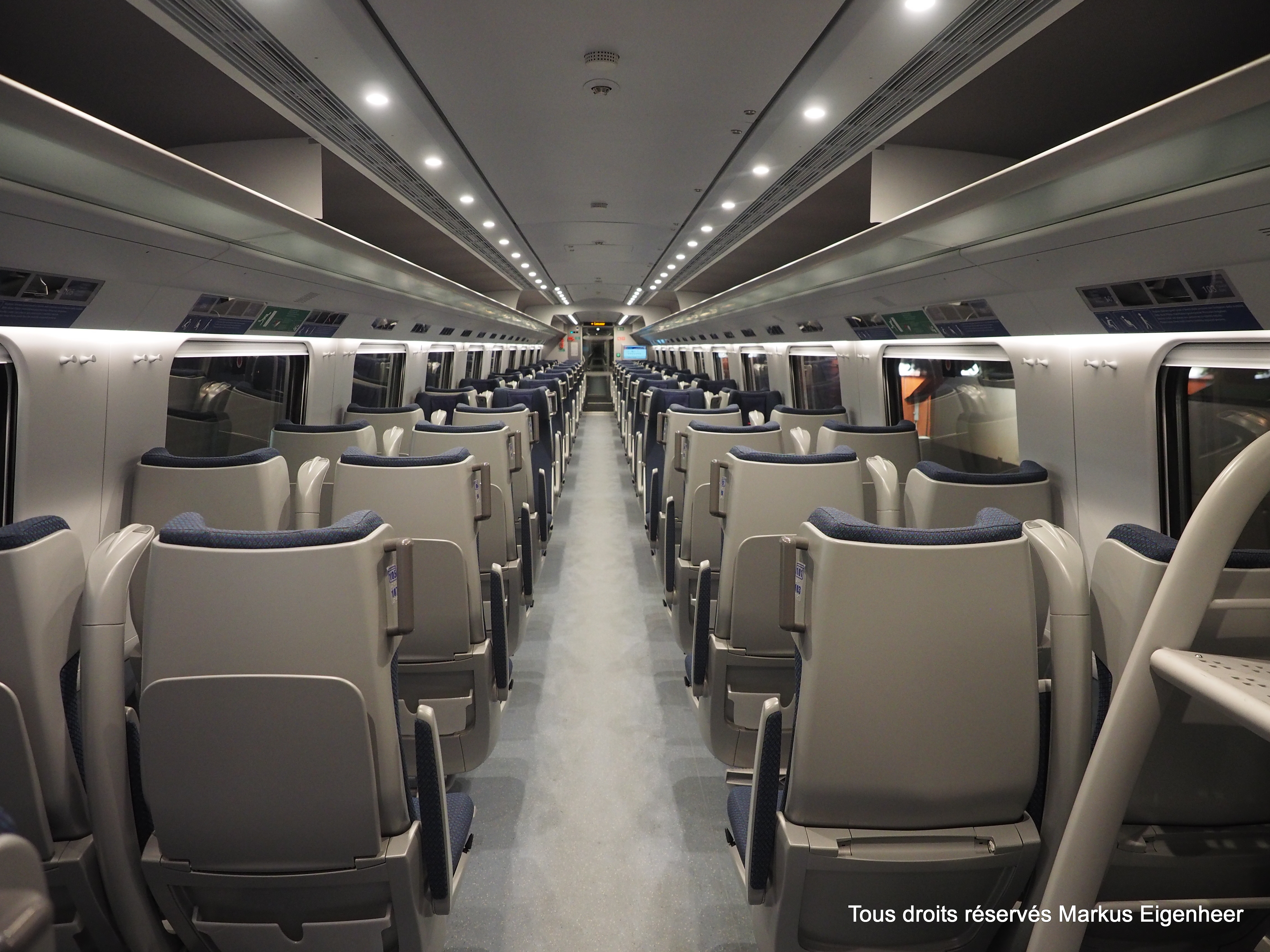
RABe503形（二次車）の2等室、室内灯のLED化、車内表示器の車端部への移設などがなされている

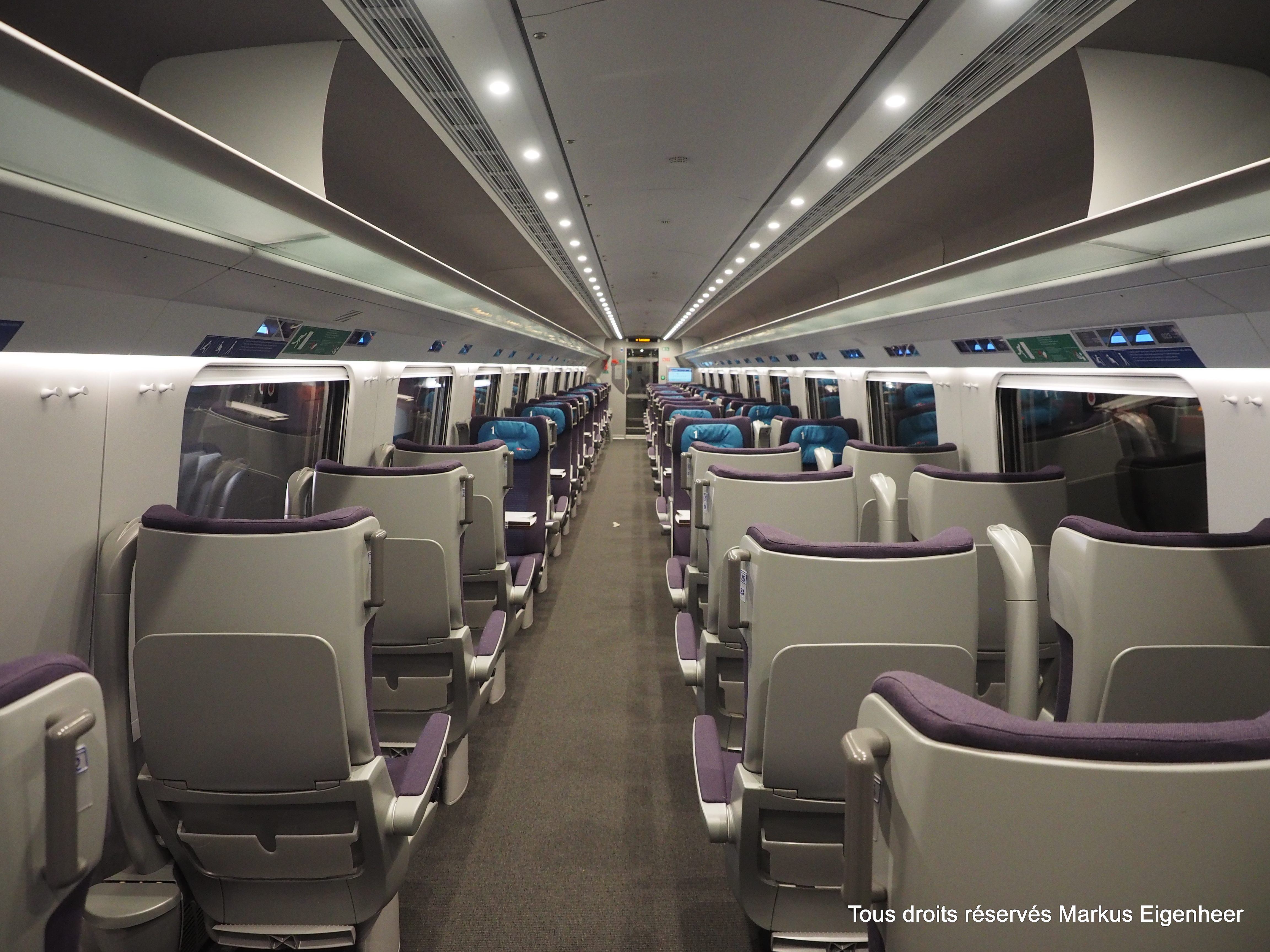
RABe503形（二次車）の1等室

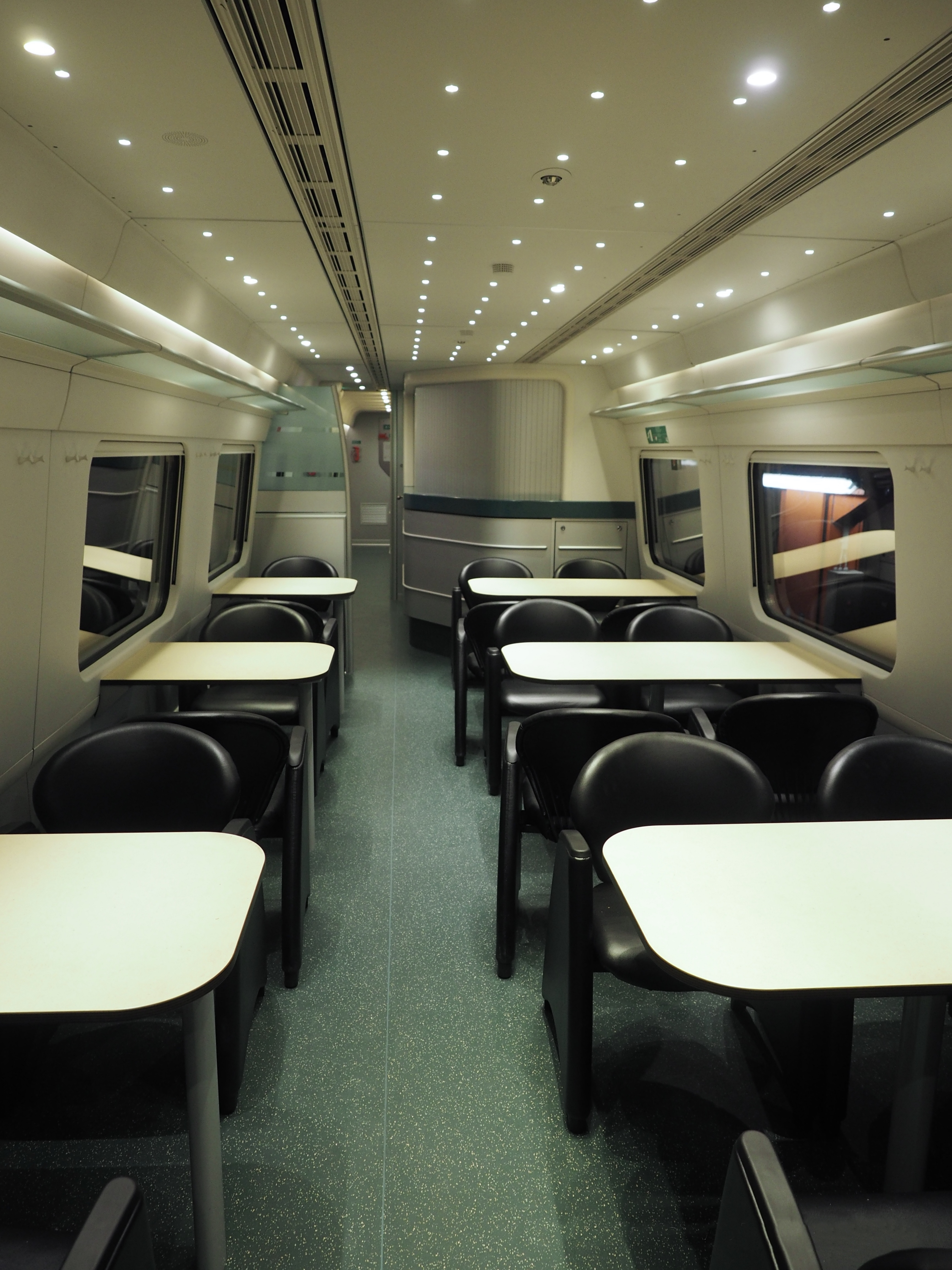
RABe503形（二次車）の食堂車

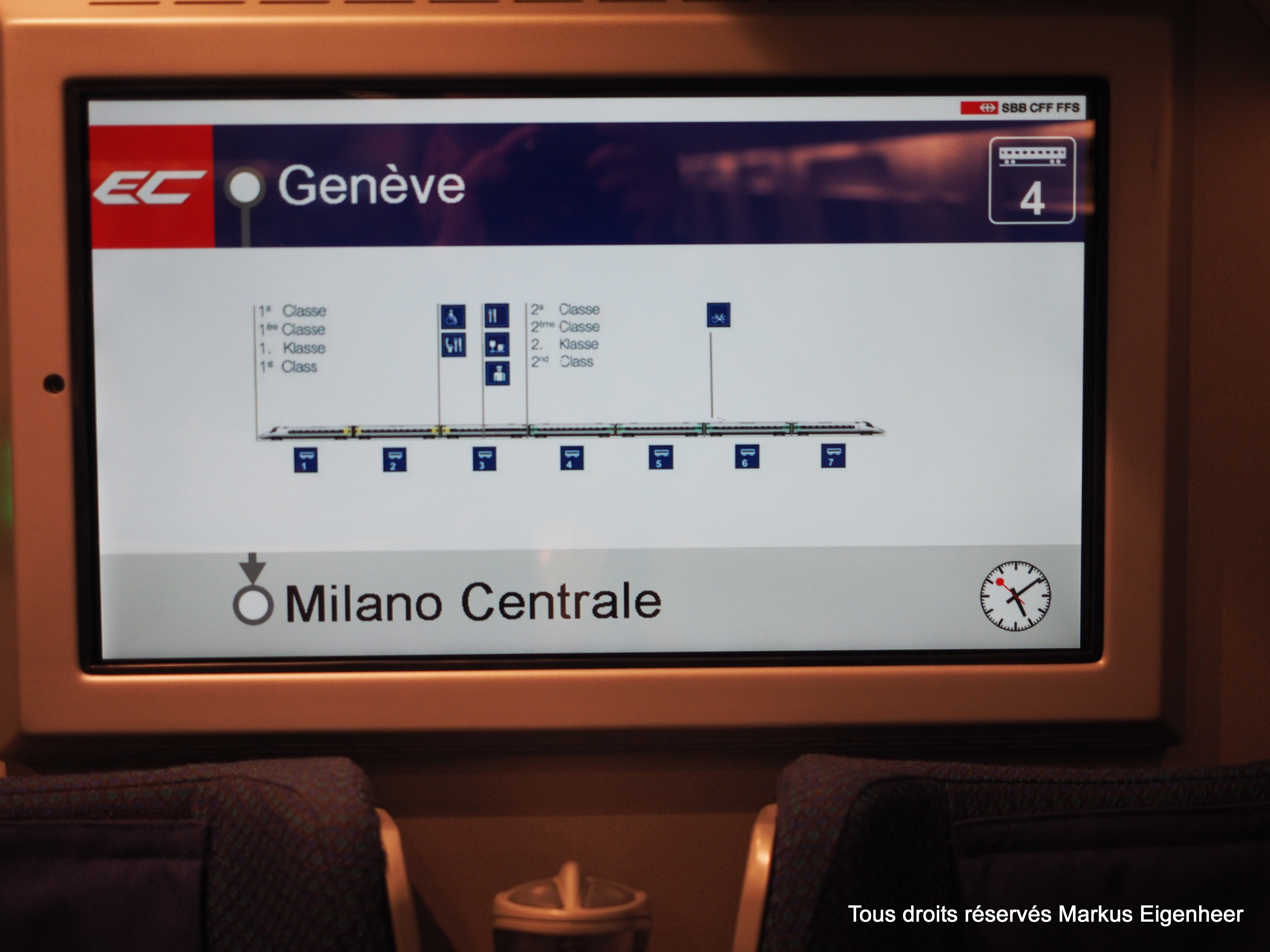
RABe503形は客室内妻壁面に液晶表示器が設置される

本形式は1号車から7号車までの7両固定編成で、車内外のデザインはベースとなったETR600や前世代のETR470と同じくイタルデザイン・ジウジアーロによるものとなっている。また、車軸配置(A1)'(A1)'+(A1)'(A1)+2'2'+2'2'+2'2'+(1A)'(1A)'+(1A)'(1A)'の動力車4両、付随車3両の構成で、動力車はペンドリーノ特有の主電動機を床下搭載としてドライブシャフトで台車内側の車軸を駆動する方式を踏襲している。

### 車体
- 車体構体は大型押出型材を多用したアルミ製で、車体傾斜時にも車両限界を超えないよう側面上部が内側に傾斜しまた車体断面となっているほか、先頭部に衝撃吸収構造の衝突梁を張出させてクラッシャブルゾーンとして衝突時に備えている。先頭部は高速走行に備えた流線型で、楕円形状の平面的な前面傾斜部分に前面窓キャノピー状に配置したデザインで、欧州の灯火基準に適合するよう前面下部左右と中央部前照灯と標識灯類が設置されている。また、各車端部連結面寄りにデッキとトイレ、乗降扉などが設置され、室内は1等および2等の2クラスと食堂車で構成されている。
- 客室は1、2号車と3号車の1/3が1等室、4-7号車が2等室となっており、1等室は2+1列の3人掛け、2等室は2+2列の4人掛け固定式クロスシートで2、客室中央部分が対面式、前後部分は集団見合式となっている。また、3号車に2台分車椅子スペースが用意され、車椅子対応トイレが設置されているほか、RABe503形では足元の広い障碍者用座席を設定しており、座席定員が若干減少している。3号車の2/3は食堂車となっており、2+1列の座席配置で4人掛けと2人掛け各3テーブルが用意されており、厨房も同社に設置されている。ETR610の各車の天井には各種運行情報表示用の液晶ディスプレイが設置されており、RABe503形では妻壁面への設置に変更されている。また、側面窓は大型の固定式、乗降扉は電機駆動、片開式のスライド式プラグドアであり、扉窓下部にLED式行先表示器を設置するほか、扉下部の床内に引込式のステップを設置している。
- 運転室は中央運転席のデスクタイプ運転台で、力行は横軸式、ブレーキは縦軸式の2ハンドル式のマスターコントローラーを設置しており、半円形の計器盤の各計器類は従来タイプの針式のもののほか、ETCS[10]およびGSM-R[11]からなるERTMS[12]に対応した統合表示装置と、車両情報装置用ファンクションキー付の液晶ディスプレイとが設置されており、壁面には運転室外側左右に設置された発車時の後方確認用カメラ用ディスプレイも設置されている。
- 連結器は車体取付式で2本の空気管を同時に接続でき、左右に電気連結器を併設しているイタリア国鉄標準の自動連結器で、開閉式のカバー内に設置されている。
- チザルピーノ所有時の塗装は、銀色をベースに窓周りを黒として同社のコーポレートカラーである青色のラインを入れたものであった。その後スイス国鉄およびトレニタリアの所有となった際には一時的にチザルピーノの塗装のままスイス国鉄もしくはトレニタリアのマークを入れたものとなったが、スイス国鉄の機体はRABDe500形（ICN） と同じ白色をベースに正面及び側面窓周りの連結面部分に赤を配したもの、トレニタリアの機体は銀色をベースに赤・白・緑のラインを配したものに変更されている。

### 走行装置
- 制御方式は主変換装置にIGBTを使用したコンバータ・インバータ式で、1台の主変換装置で1両分×2台の主電動機を駆動するほか、補助電源装置まで一体化したものとなっている。4、5号車の床下に交流用・直流用それぞれの主開閉器と遮断器、主変圧器をそれぞれ1組ずつ、1、2、6、7号車の床下に主変換装置1基と主電動機2台ずつ、屋根上に発電ブレーキ用の抵抗器をそれぞれ搭載しており、4号車の主変圧器から1、2号車の主変換装置へ、5号車の主変圧器から6、7号車の主変換装置へそれぞれ給電しているほか、主変圧器の2次側巻線を直流区間走行時用のフィルタリアクトルの兼用としている。
- 主電動機はかご型三相誘導電動機を1、2、6、7号車の床下の各台車横部にレール方向に1台ずつ計8台を搭載し、定格出力5.5MW、起動時牽引力228kN、最高速度250km/hの性能を発揮する。動力は主電動機からドライブシャフトを経由して台車の内側の動軸の駆動装置に伝達され、そこで方向を変えて動輪を駆動する方式であり、各動台車の内側軸のみが動軸となっている。
- 集電装置はシングルアーム式のものが計6基搭載されており、3号車後位側と6号車前位側のものが舟体幅1.95mのドイツ国内AC15kV 16.7Hz用のもの、4号車前位側と5号車後位側のものが舟体幅1.95mのイタリア国内DC3kVおよび1.5kV用のもの、3号車後位側と4号車前位側のものが舟体幅1.45mのスイス国内AC15kV 16.7Hzおよびイタリア国内AC25kV 50Hz用のものとなっているが、全ての集電装置が母線によって接続されて電気回路的には同一のものとなっており、集電装置の違いは建築限界およびそれに伴う架線設置位置の差による舟体幅の違いと、摺板材質の違いに対応するためのものとなっている。
- 補助電源出力の交流電源は1-4号車および5-7号車にそれぞれ引通されており、各車の空調その他のサービス電源として使用されるほか、3号車に2基、4、5号車に1基ずつ搭載された電動空気圧縮機駆動用、長大トンネル通過時の停電事故対策として全車に1組ずつ搭載された直流電源装置とDC24Vの蓄電池の充電用に使用され、制御、電灯、放送などの各装置の電源となっている。
- ブレーキ装置は電気ブレーキとして主変換装置による回生ブレーキおよび発電ブレーキを主として、空気ブレーキと、2、3、6号車の各台車と1、7号車の連結面側台車中央のレール面上に渦電流式レールブレーキを装備しており、発電ブレーキと空気ブレーキは架線停電時でも作用するよう設計されている。
- 台車は電気制御油圧駆動式の強制車体傾斜台車で、曲線半径に応じて車体を最大8度傾斜させるもので、動台車、従台車とも固定軸距2700mm、ボルスタ式台車で、枕バネはコイルバネでヨーダンパと縦ダンパを併設、軸バネも同じくコイルバネを軸箱前後に2組配置したもので縦ダンパ併設、軸箱支持方式はアルストムリンク式となっている。基礎ブレーキ装置はディスクブレーキを装備する。保安装置として、欧州標準の信号システムのETCS level 2とイタリア国内用信号システムのSCMT[13]スイス国内用のIntegra-SignumおよびZUB 262を搭載するほかドイツ国内用のPZB、LZBを搭載しており、ドイツ国内においても試運転が行われている。

### 主要諸元
- 軌間：1435mm
- 電気方式：AC25kV 50Hz、AC15kV 16.7Hz、DC 3kV、DC 1.5kV 架空線式
- 最大寸法：
  - 全長：187.4m（編成）
  - 全幅：2.83m
- 軸配置： (A1)'(A1)'+(A1)'(A1)+2'2'+2'2'+2'2'+(1A)'(1A)'+(1A)'(1A)'　（7両編成）
- 軸距： 2.7m
- 台車中心間距離：19m
- 自重：387t（ETR610）[14]、406t（RABe503形）
- 最大軸重：17t
- 定員
  - ETR610：430名（108名（1等）、304名（2等）、18名（食堂車））
  - RABe503：422名（108名（1等）、296名（2等）、18名（食堂車））
- 走行装置
  - 主制御装置：IGBT使用のVVVFインバータ制御×1台×4両
  - 主電動機：かご形三相誘導電動機×2台×4両
- 性能
  - 定格出力：5.5MW
  - 最大牽引力：228kN
  - 起動加速度：0.48m/s2
  - 最高速度：250km/h
- ブレーキ装置：回生ブレーキ、発電ブレーキ、空気ブレーキ、渦電流レールブレーキ、駐機用バネブレーキ
- 信号保安装置：
  - イタリア：RS4-Codici、SCMT
  - スイス：Integra-Signum、ZUB 262
  - 欧州共通：ETCS Level 2/ERTMS
  - ドイツ：PZB/LZB

## 運行

### チザルピーノ社による運行
- 本形式は導入後試運転ののち、2009年3月に運行認可を受けて、7月以降部分的に運行を開始されており、コルナヴァン（ジュネーヴ） - ミラノ中央間で運行されてのを始めとして、11月にはバーゼル - ミラノ中央間でも運行されている。

### スイス国鉄およびトレニタニアによる運行
- チザルピーノ社による運行では恒常的な遅延を始めとする諸問題が発生したため、2009年12月13日のダイヤ改正おいて同社による運営は終了し、列車種別名は"CIS"から"EC"（ユーロシティ）となった。同時に本形式のうち竣工していた8編成が本格的に営業運転に投入されることになり、客車列車は全て振り子式電車による運転に変更、シンプロンルートの7往復は全てETR610、ゴッタルドルートの7往復は全てETR470が使用されていた。当時の運行は以下の通り。
  - ジュネーヴ - ローザンヌ - ドモドッソラ - ミラノ中央 - ヴェネツィア・サンタ・ルチーア：1往復
  - ジュネーヴ - ローザンヌ - ドモドッソラ - ミラノ中央：3往復
  - バーゼルSBB - ベルン中央 - （レッチュベルクベーストンネル） - ドモドッソラ - ミラノ中央：3往復
- その後2010年12月13日のダイヤ改正により、運転速度は制限されるもののゴッタルドルートでの運行が始まり、チューリッヒ - （ゴッタルドトンネル） - ミラノ中央間のユーロシティとして運行されている。その後2014年にはETR470を置き換える形で同ルートで本格的に運行され始めているが、速度制限のため同区間を走行するRABDe500形によるインターシティより若干所要時間が長くなっている。また、スイス国鉄が増備したRABe503形が所要数揃った時点で2編成重連での運行も開始されるほか、ゴッタルドベーストンネルが開業した際には同トンネルを通過するユーロシティとして、シュタッドラー・レール[15]が製造するユーロシティ用のEC250（メーカー形式）が導入される2017年頃まで運行される予定である。2015年春ダイヤにおける運行は以下の通り。
  - ジュネーヴ - ローザンヌ - ドモドッソラ - ミラノ中央：3往復
  - ジュネーヴ - ローザンヌ - ドモドッソラ - ミラノ中央 - ヴェネツィア・サンタ・ルチーア：1往復
  - バーゼルSBB - ベルン中央 - （レッチュベルクベーストンネル） - ドモドッソラ - ミラノ中央：3往復
  - チューリッヒ中央 - （ゴッタルドトンネル） - キアッソ - ミラノ中央：8往復
- また、トレニタニアが保有する機体はイタリア国内の高速新線を最高速度250km/hで走行するフレッチャアルジェント（Frecciargento：銀の矢）の運行にもほぼ同型のETR600やETR485とともに運用されている。

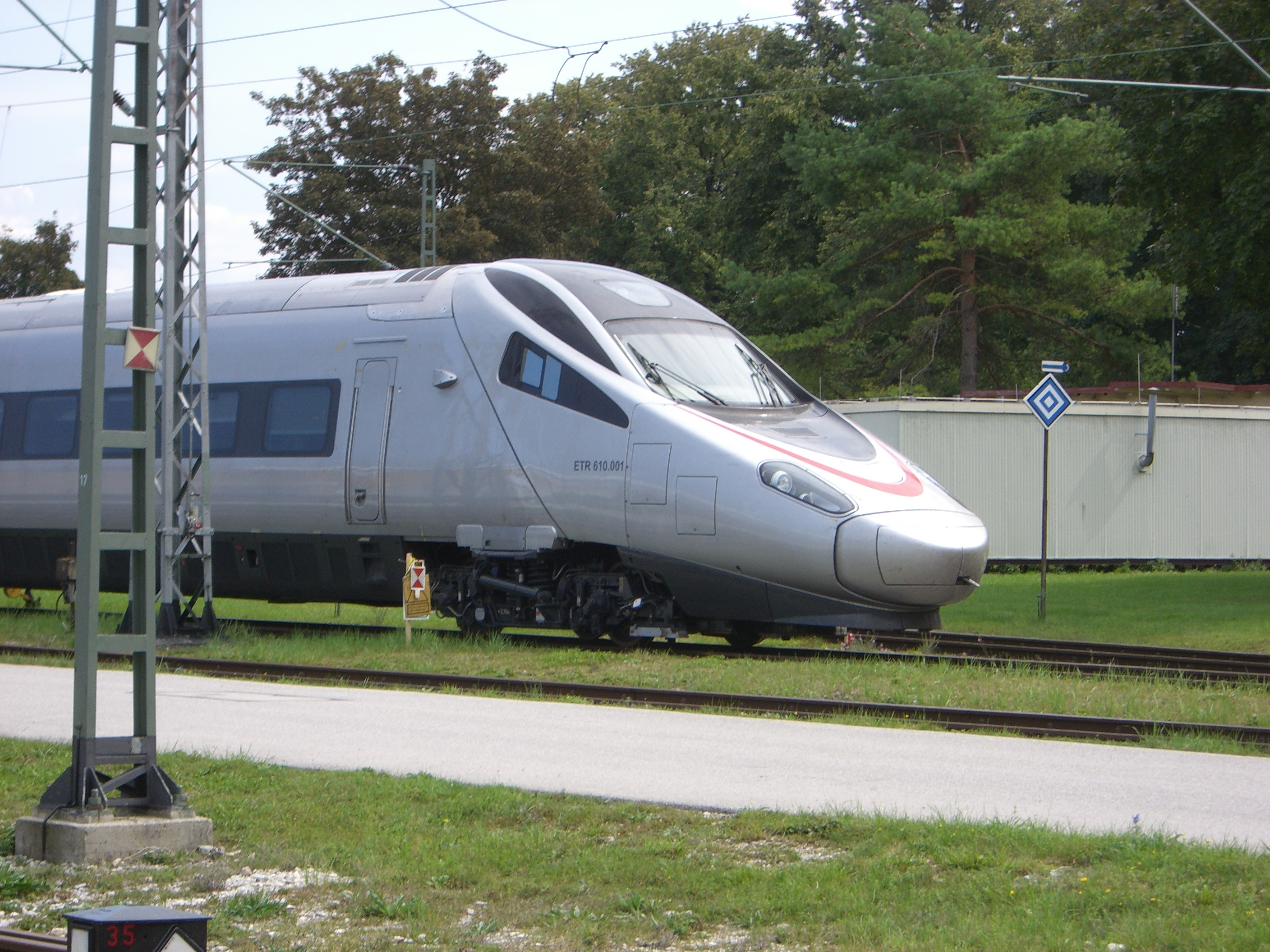
ドイツ国内で試運転を行うETR610 001号機、車体塗装が未完了の状態、ミュンヘン、2007年
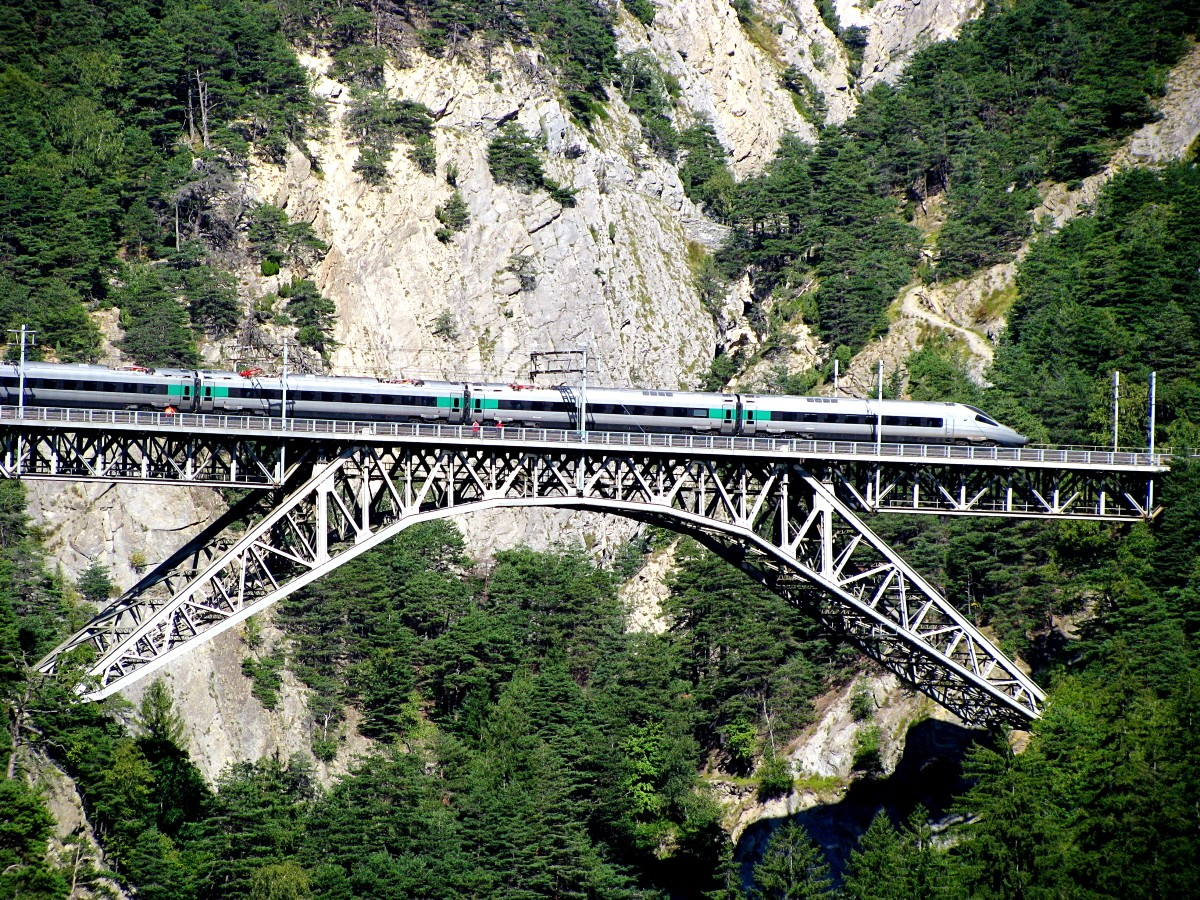
BLS AGのレッチュベルクルート山線で試運転を行うETR610、ビーチタル橋、2008年
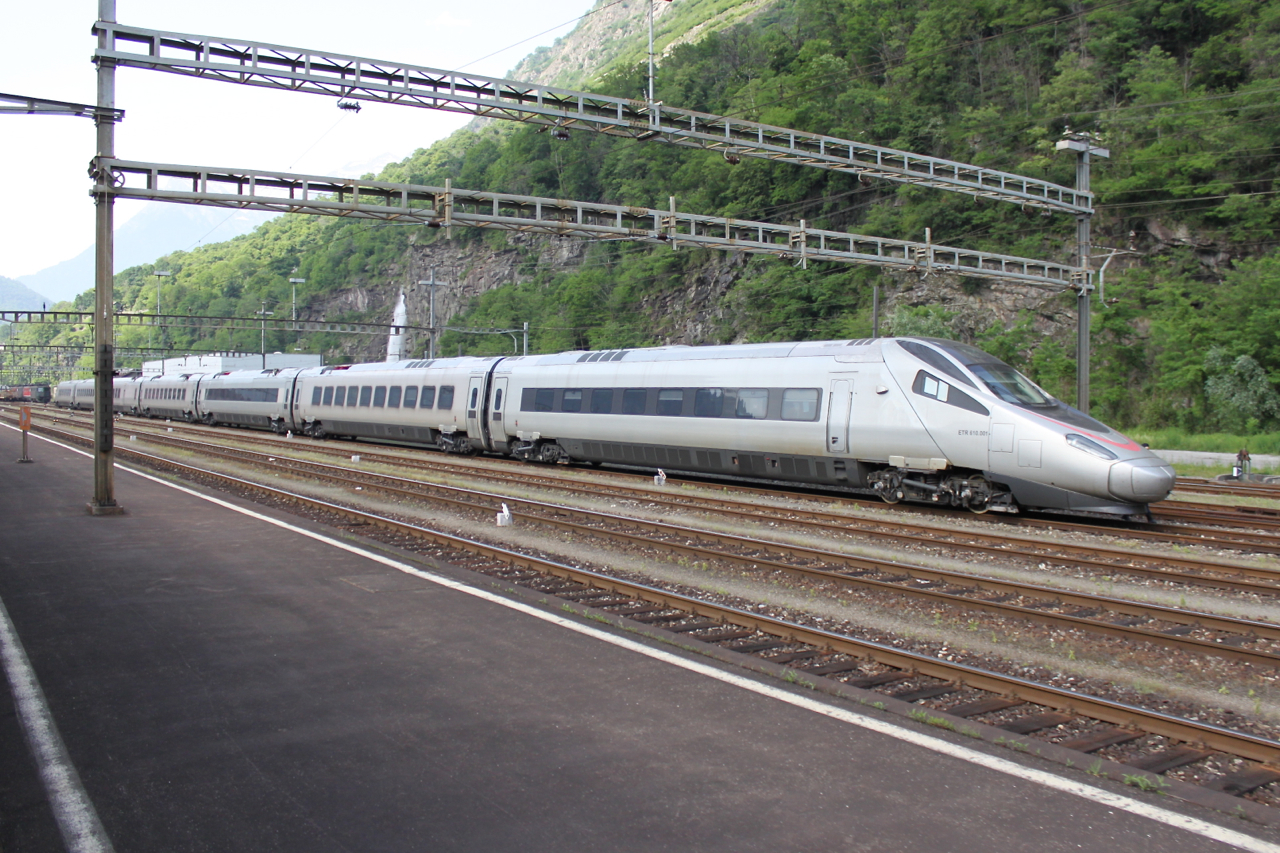
ゴッタルドルートで試運転を行うETR610 001号機、ビアスカ駅、2009年
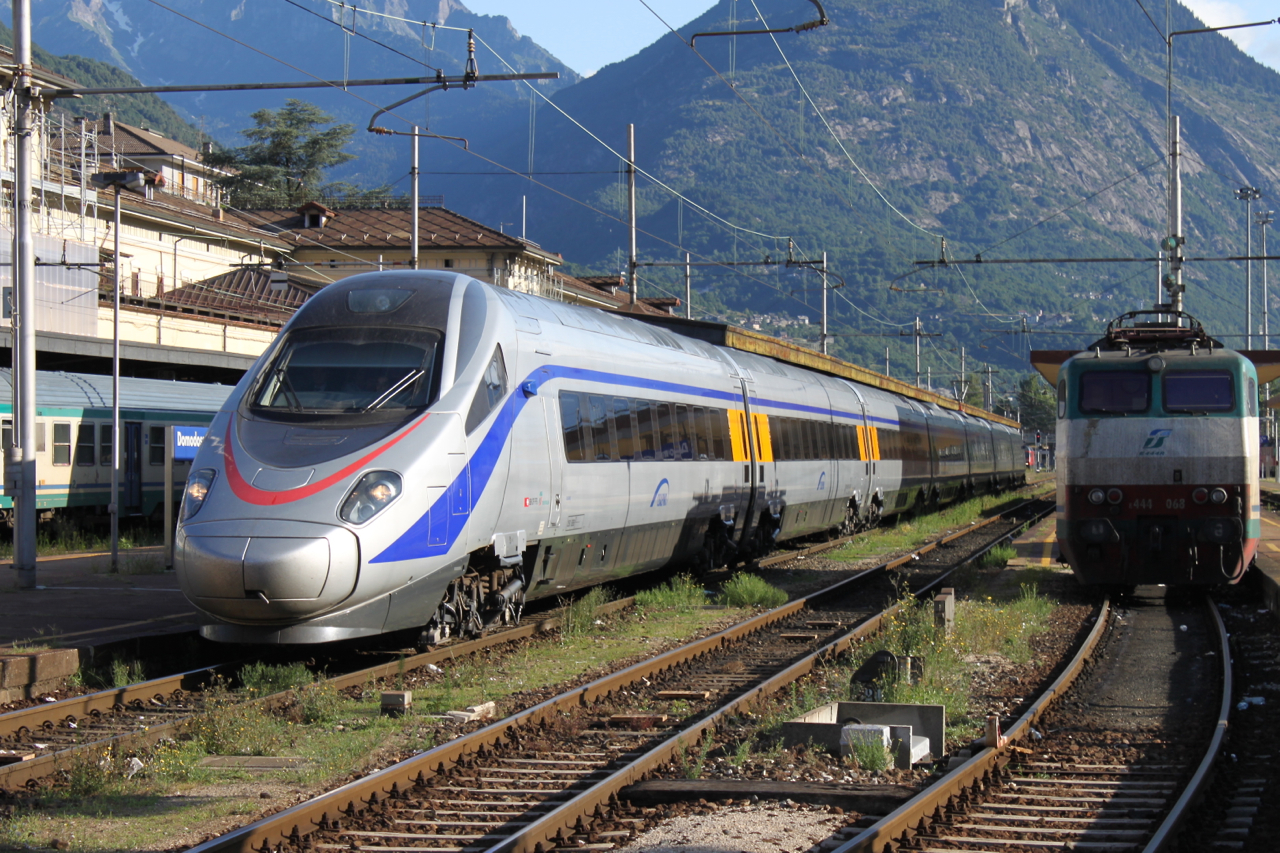
運行開始直後のETR 610 008号機、ジュネーヴ - ミラノ中央間のCIS35列車で運行中、ドモドッソラ駅、2009年
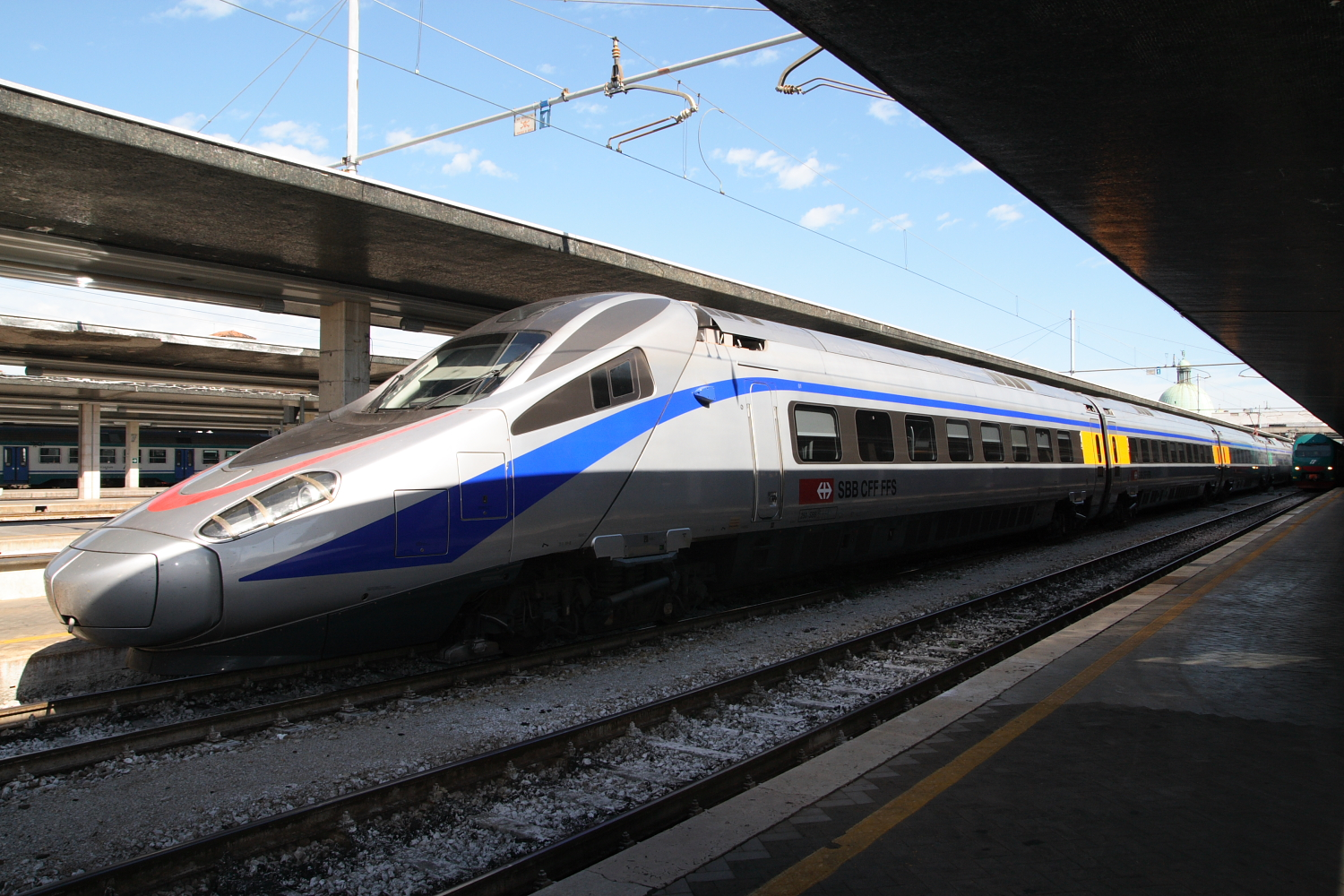
ヴェネツィア・サンタ・ルチーアに停車中のETR610 105号機、チザルピーノ塗装のまま側面のマークのみスイス国鉄のものとなっている、2010年
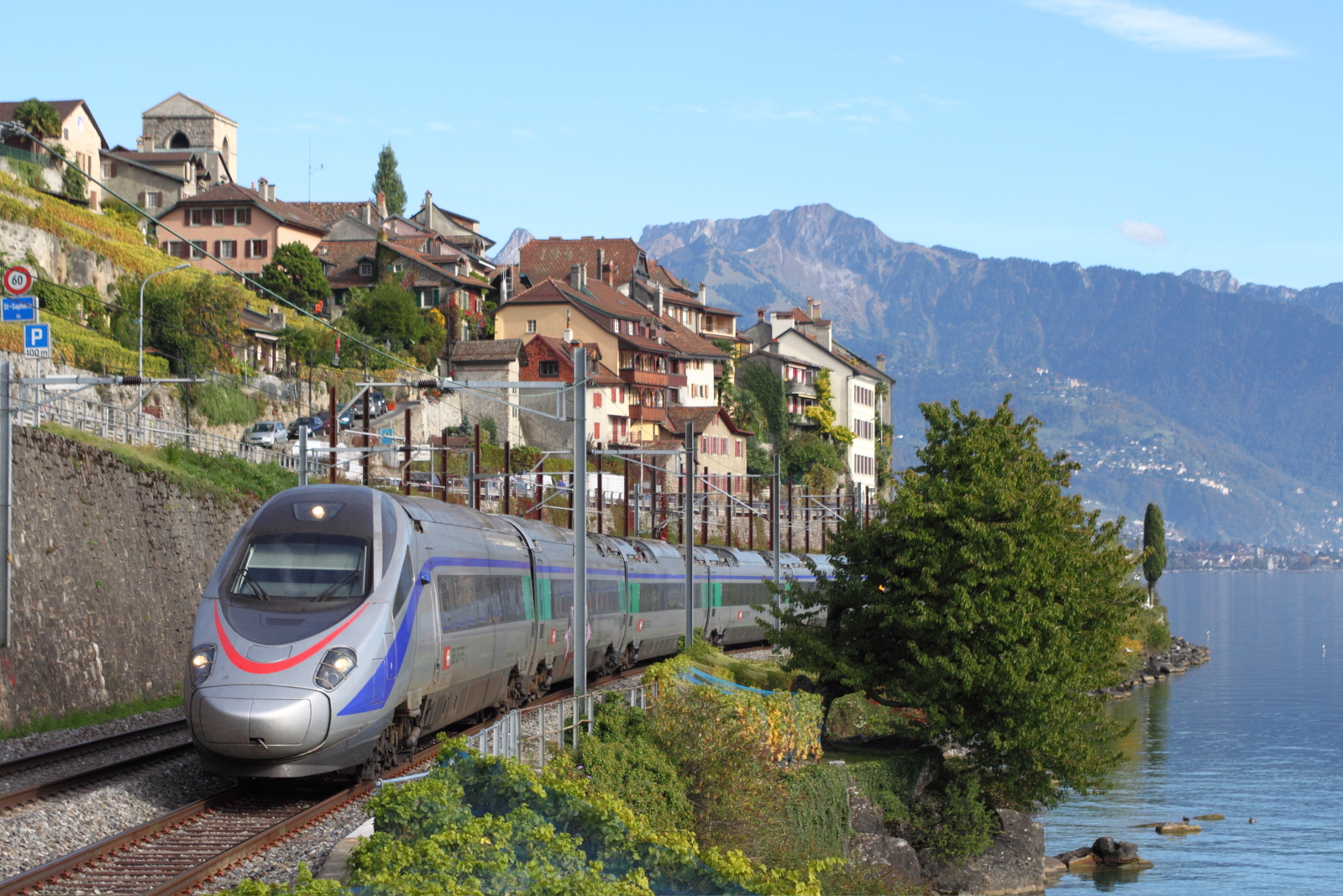
ミラノ中央発、ジュネーヴ行のユーロシティEC34列車としてレマン湖畔のサン・サフォラン付近を走行するETR610 005号機、2010年
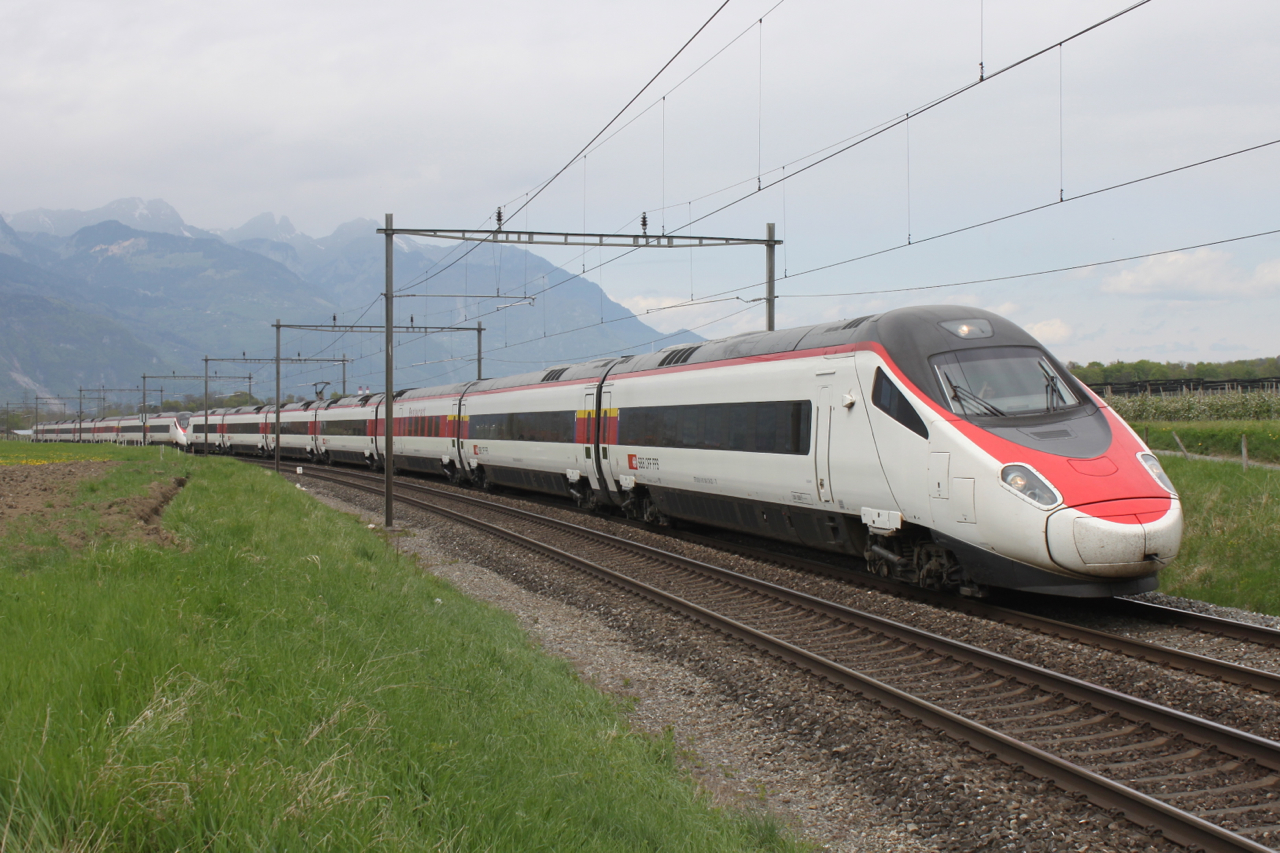
重連運転の試運転列車として走行するETR610 006号機とETR610 009号機、ベー付近、2011年
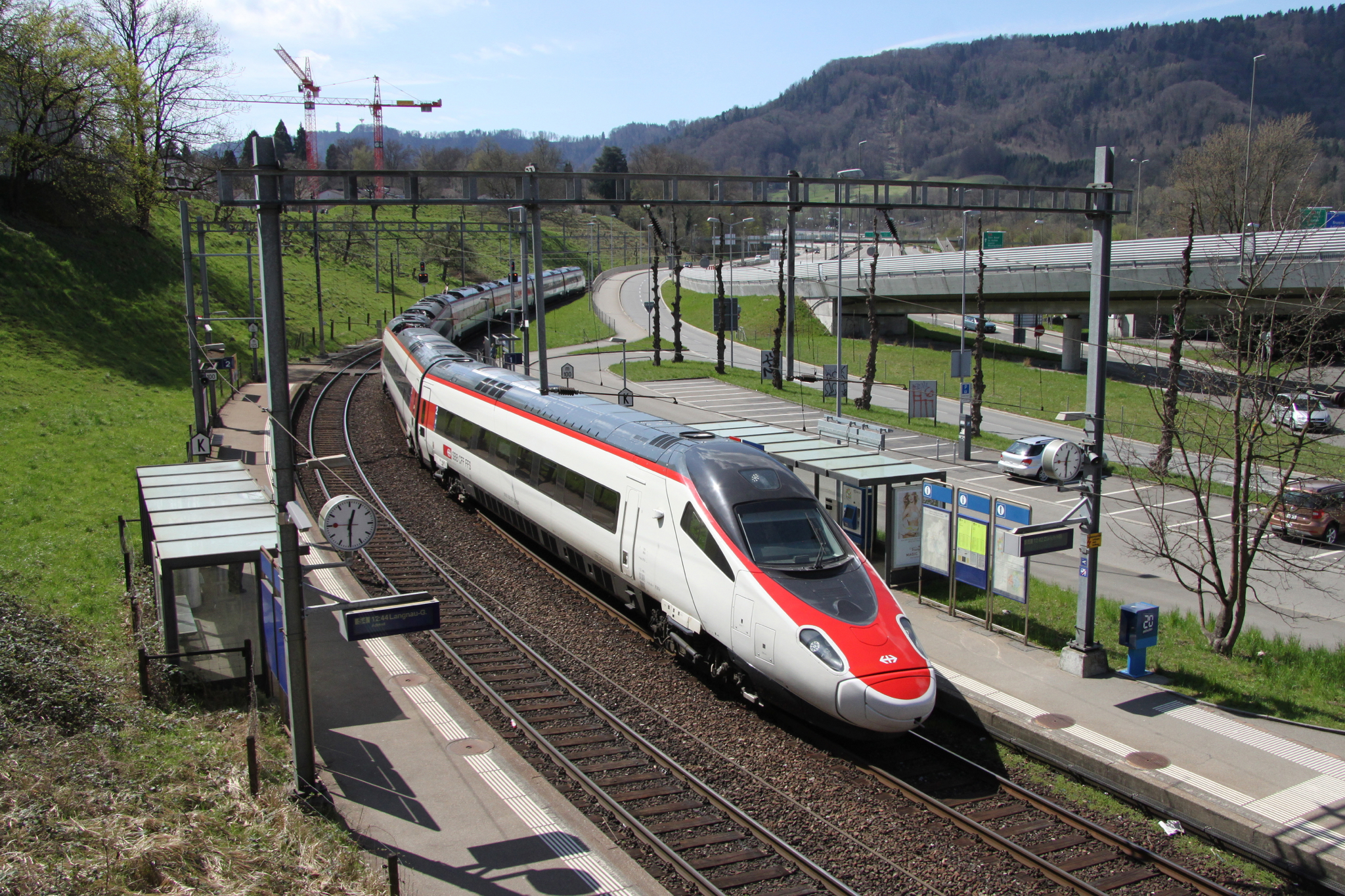
スイス国鉄が導入したRABe503 013号機、ミラノ中央発、チューリッヒ中央行ユーロシティのEC30列車、2015年